# Amalodeta tineoides
Amalodeta tineoides là một loài bướm đêm thuộc phân họ Arctiinae, họ Erebidae.